# Campeonato de España de Ciclismo en Ruta 1996
El XCV Campeonato de España de Ciclismo en Ruta se disputó en Sabiñánigo (provincia de Huesca) el 23 de junio de 1996 sobre 230.5 kilómetros de recorrido. Participaron 136 corredores y sólo 55 terminaron el recorrido.
El equipo ONCE no tomó parte en la salida debido a la confirmación del fallecimiento de Mariano Rojas, corredor del equipo, en accidente de tráfico.
Manuel Fernández Ginés se impuso al sprint a sus seis compañeros de fuga consiguiendo su mejor victoria como profesional. Le secundaron en el podio dos ilustres como Abraham Olano y el local Fernando Escartín. El sprint se vio envuelto en una extraña circunstancia ya que Olano, campeón dos años atrás, después de rebasar a Escartín regaló la victoria a su compañero en el equipo Mapei.

## Clasificación
| \| 1 \| \| Manuel Fernández Ginés \| Mapei \| 5h 41' 17" \| \| 2 \| \| Abraham Olano \| Mapei \| m.t. \| \| 3 \| \| Fernando Escartín \| Kelme-Artiach \| m.t. \| \| 4 \| \| César Solaun \| Euskadi \| m.t. \| \| 5 \| \| Félix García Casas \| Lotus-Festina \| m.t. \| \| 6 \| \| Santi Blanco \| Banesto \| m.t. \| \| 7 \| \| Miguel Ángel Peña \| Mapei \| a 11" \| \| 8 \| \| Ángel Edo \| Kelme-Artiach \| a 54" \| \| 9 \| \| Federico Etxabe \| Mapei \| m.t. \| \| 10 \| \| Íñigo González de Heredia \| Euskadi \| m.t. \| |  |                           |               |            |
| 1 |  | Manuel Fernández Ginés    | Mapei         | 5h 41' 17" |
| 2 |  | Abraham Olano             | Mapei         | m.t.       |
| 3 |  | Fernando Escartín         | Kelme-Artiach | m.t.       |
| 4 |  | César Solaun              | Euskadi       | m.t.       |
| 5 |  | Félix García Casas        | Lotus-Festina | m.t.       |
| 6 |  | Santi Blanco              | Banesto       | m.t.       |
| 7 |  | Miguel Ángel Peña         | Mapei         | a 11"      |
| 8 |  | Ángel Edo                 | Kelme-Artiach | a 54"      |
| 9 |  | Federico Etxabe           | Mapei         | m.t.       |
| 10 |  | Íñigo González de Heredia | Euskadi       | m.t.       |